# Force 7
Force 7, chiamato anche Force Seven su schermo, è un videogioco sparatutto pubblicato nel 1987 per Commodore 64 e successivamente per Apple II dalla Datasoft. Si controlla una squadra di sette personaggi, ma solo uno alla volta, dentro un impianto infestato dagli alieni. Lo stile del gioco è stato spesso considerato simile a Gauntlet, ma con maggiore componente strategica. L'ambientazione può essere non ufficialmente ispirata al film Aliens dell'anno precedente.
Force 7, almeno nella versione Commodore 64, di solito fu molto apprezzato dalla critica statunitense.
Era prevista anche una conversione per Atari 8-bit, ma non risulta esistente.

## Trama
Una squadra di sette uomini e donne delle forze speciali deve introdursi in un impianto energetico sul pianeta Karis che è stato invaso da alieni mostruosi, per salvare centinaia di coloni prigionieri. Tuttavia, a causa di un incidente durante il viaggio, la squadra ha soltanto una tuta di supporto vitale e solo un membro alla volta può essere teletrasportato dentro l'impianto.

## Modalità di gioco
Il gioco si svolge in un complesso di stanze e corridoi di sei piani, mostrato in pianta con scorrimento multidirezionale. Gli ambienti sono collegati da porte chiuse, che i protagonisti possono attraversare, ma i nemici no; l'interno delle stanze è comunque visibile anche da fuori. Si controlla uno dei sette membri della squadra, che può muoversi in tutte le direzioni, sparare se armato, e compiere alcune azioni speciali. In ogni momento, premendo un tasto, si può cambiare personaggio, sostituendolo nella stessa posizione tramite teletrasporto.
Il personaggio attuale ha una barra della salute, che quando esaurita determina la sua morte e non è in alcun modo ricaricabile, e una barra della fatica, che quando aumenta determina rallentamento fino ad arrivare a perdita di salute, e si può ricaricare stando fermi o raccogliendo cibo. Le munizioni di ogni personaggio sono limitate ed è possibile trovare ricariche da raccogliere.
In tutto il complesso c'è un totale di 370 prigionieri umani in piccole gabbie, il cui salvataggio è l'obiettivo primario. In ogni piano è indicato il numero di umani rimasti e per salvarli basta toccarli, evitando di sparargli.
Sullo scenario sono presenti arredi vari, che fanno da ostacoli e a volte si possono distruggere con le armi. Alcuni teletrasporti mandano il personaggio vicino al computer del piano attuale, mentre da questo è possibile teletrasportarsi ovunque in tutti i piani: si accede a una mappa a scorrimento di tutto il piano selezionato, priva però dei nemici, e si sceglie la destinazione.
Quando si richiede un cambio di personaggio, i sette membri della squadra vengono mostrati tramite immagini e schede descrittive. Quando sono in azione hanno tutti lo stesso aspetto, cambia soltanto il colore. Ogni personaggio ha differenti armamenti e capacità e proprie statistiche vitali, per cui è opportuno scegliere strategicamente quello più adatto alla situazione. La maggior parte sono armati di lanciafiamme, oppure di mitra e lanciagranate. Uno ha un cannone ad acqua, utile solo contro i mostri di lava. Due personaggi sono in grado di usare, se li trovano, dei piccoli veicoli cingolati (battle unit) che li proteggono e permettono di schiacciare i nemici andandogli addosso, ma hanno breve durata. Un personaggio è disarmato, ma è un esperto saldatore che può riparare i buchi acidi letali che possono trovarsi nel pavimento. Solo tre personaggi possono usare i computer da teletrasporto necessari per cambiare piano. La perdita dei personaggi con certe capacità può anche determinare l'impossibilità di proseguire.
I nemici sottraggono la salute solo in caso di contatto diretto e sono di quattro tipi. Se liberi di muoversi, puntano contro il personaggio del giocatore. Quelli più comuni sono i "soldati" (alien soldier) e hanno un aspetto diverso a seconda del piano. I "cuori che battono" (beating heart) sono nidi immobili che pulsano e generano nuovi soldati; una volta distrutti, lasciano al loro posto dei buchi acidi, come quelli che si possono incontrare nello scenario. I "mostri di lava" (lava monster) sono masse informi incandescenti e indistruttibili, che si possono solo rendere temporaneamente inattive con il cannone ad acqua. Infine i "capi" (alien leader) sono grossi e resistenti mostri che di tanto in tanto possono spuntare fuori dal pavimento, quasi ovunque. Un piccolo schermo rilevatore in basso a destra ne segnala l'avvicinamento.